# MTV Video Music Award de la meilleure vidéo pop

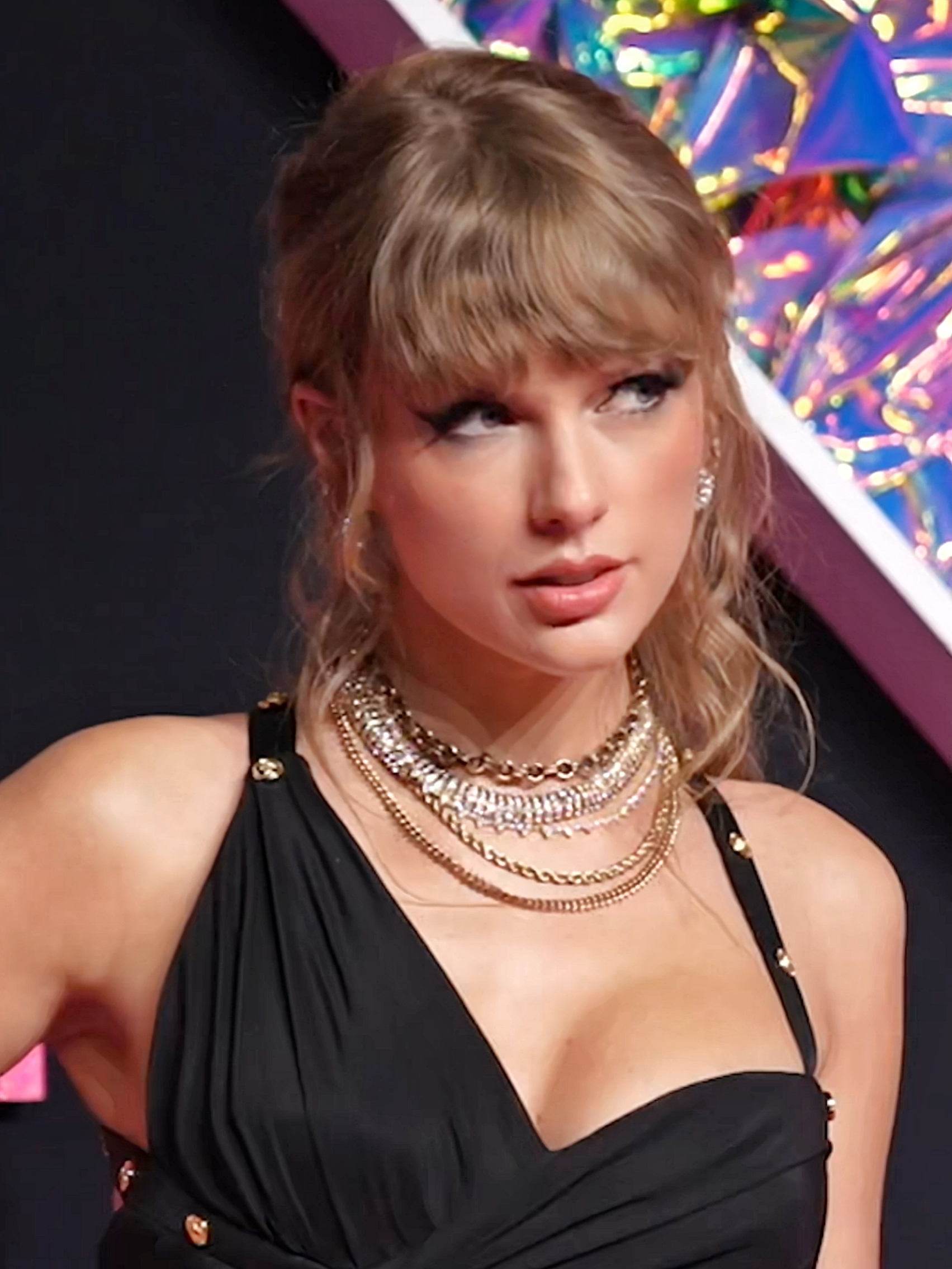
Taylor Swift aux MTV Video Music Awards de 2023

La MTV Video Music Award de la meilleure vidéo pop récompense la meilleure vidéo de l'année d'un artiste pop.

## Liste des gagnants dans cette catégorie auxMTV VMA'sdepuis1999
| Année | Artiste                                     | Vidéo                    |
| ----- | ------------------------------------------- | ------------------------ |
| 1999  | Ricky Martin                                | Livin' La Vida Loca      |
| 2000  | *NSYNC                                      | Bye Bye Bye              |
| 2001  | *NSYNC                                      | Pop                      |
| 2002  | No Doubt feat. Bounty Killer                | Hey Baby                 |
| 2003  | Justin Timberlake feat. Timbaland           | Cry Me a River           |
| 2004  | No Doubt                                    | It's My Life             |
| 2005  | Kelly Clarkson                              | Since U Been Gone        |
| 2006  | P!nk                                        | Stupid Girls             |
| 2008  | Britney Spears                              | Piece of Me              |
| 2009  | Britney Spears                              | Womanizer                |
| 2010  | Lady Gaga                                   | Bad Romance              |
| 2011  | Britney Spears                              | Till the World Ends      |
| 2012  | One Direction                               | What Makes You Beautiful |
| 2013  | Selena Gomez                                | Come and Get It          |
| 2014  | Ariana Grande (et Iggy Azalea)              | Problem                  |
| 2015  | Taylor Swift                                | Blank Space              |
| 2016  | Beyoncé                                     | Formation                |
| 2017  | Fifth Harmony feat. Gucci Mane              | Down                     |
| 2018  | Ariana Grande                               | No Tears Left to Cry     |
| 2019  | Jonas Brothers                              | Sucker                   |
| 2020  | BTS                                         | On                       |
| 2021  | Justin Bieber feat. Daniel Caesar et Giveon | Peaches                  |
| 2022  | Harry Styles                                | As It Was                |